# Ailuropoda melanoleuca qinlingensis
Ailuropoda melanoleuca qinlingensis és una subespècie de panda gegant descrita el 2005. Es tracta de la primera subespècie de pandes gegants reconeguda. En xinès és anomenat 秦岭大熊猫, literalment 'gran gat-os de Qinling'.

## Distribució
Aquesta subespècie és endèmica dels monts Qinling, a Shaanxi (centre de la Xina), a altituds de 1.300 a 3.000 msnm.

## Població
Es calcula que n'hi ha aproximadament 200–300 individus en estat salvatge.

## Descripció
A. m. qinlingensis es diferencia de les varietats de pandes més conegudes pel pelatge ventral marró, el crani més petit i les molars més amples.
Segons alguns científics, A. m. qinlingensis s'hauria separat de les altres poblacions de pandes fa aproximadament 10.000 anys i hauria evolucionat de manera aïllada fins a desenvolupar certes particularitats.